# Wolfskinder
Wolfskinder è un film del 2013 scritto e diretto da Rick Ostermann.